# Роберт Пикардо
Роберт Алфонс Пикардо (енгл. Robert Alphonse Picardo; Филаделфија, Пенсилванија, САД, 27. октобар 1953) је амерички глумац.